# Пігулович Зінаїда Олександрівна
Зінаї́да Олекса́ндрівна Пігуло́вич (1896 — 1983) — українська акторка театру та кіно, театральна діячка, режисерка. Організаторка всеукраїнської мережі професійних лялькових театрів (1934—1937). Учениця Леся Курбаса. Працювала в театрі «Березіль» у 1922—1930 роках.

## Життєпис
Після закінчення у 1918 однієї з київських гімназій Зінаїда Пігулович рік навчалася на медичному факультеті Університету св. Володимира. Залишивши університет, вступає на акторський факультет Вищого музично-драматичного інституту імені М. Лисенка, який закінчує 1924 року.
Паралельно з навчанням працювала в мистецькому об'єднанні «Березіль». Робота в уславленому колективі дозволила їй отримати режисерські знання та навички, не припиняючи акторської діяльності.
В МО «Березіль» їй доручають опікуватися самодіяльним театральним рухом. Вона організовує й інструктує гурти, пише для них п'єси («Операційний план» та «Істина»), виконує численні практичні завдання, бере участь у теоретичних студіях, обговорює проєкти колег. За дорученням Режлабу разом із Л. Френкелем очолювала Репертуарну станцію.
Водночас розбудовує драматичний театр для дітей, а згодом і ляльковий театр.
1926 року дебютує у німому кіно. Всього знялась у трьох фільмах, поставлених її чоловіком Фавстом Лопатинським (1926, 1927, 1930).

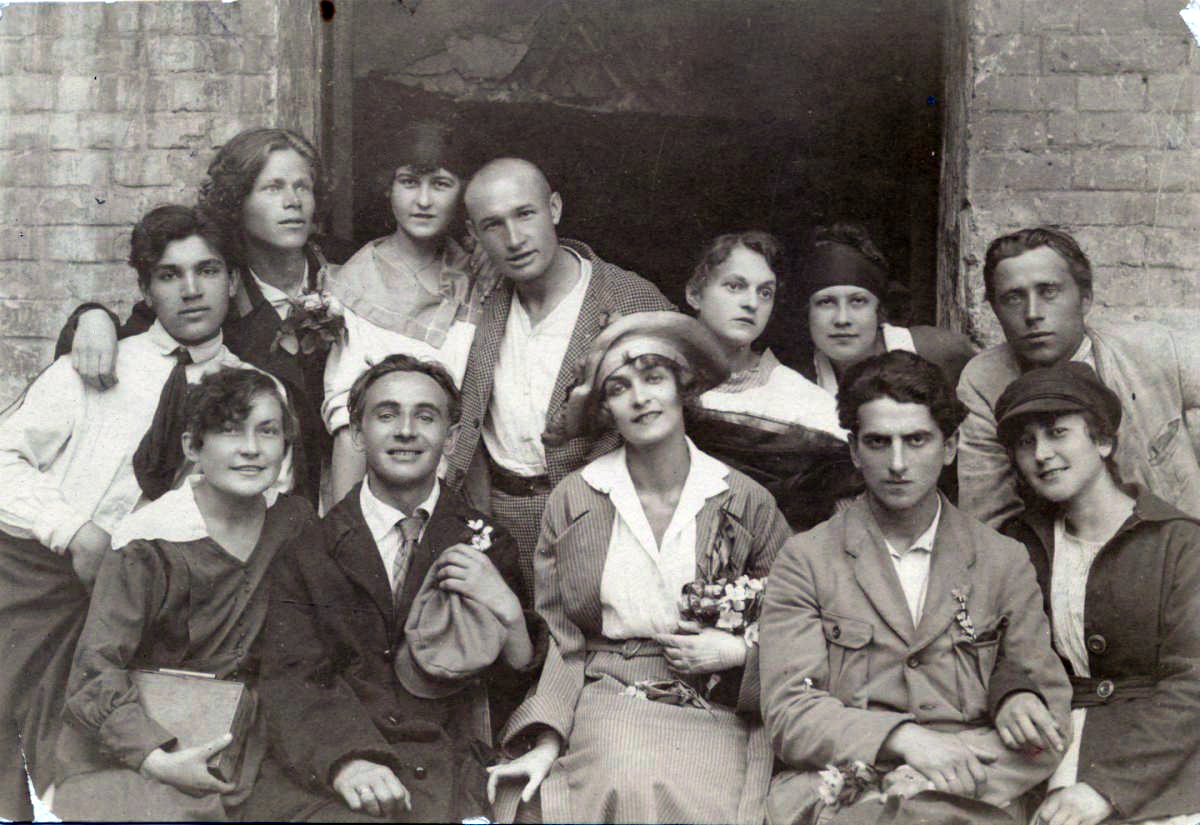
Стоять (справа наліво): Януарій Бортник (перший), Бабіївна Ганна (друга). Сидять (зліва направо): Лесь Курбас (другий), Валентина Чистякова (третя), Фавст Лопатинський (четвертий), З. Пігулович (п'ята) серед студійців театру «Березіль» 1922 р.

На початку 1930-х три роки навчалася у Москві на режисерських курсах при ГІТІСі.
Після повернення в Україну починає працювати в одному з пересувних театрів і створює при ньому ляльковий театр. Працювала художнім керівником ТЕМАФу при Київському ТЮГу (1931—1934).
Згодом захоплюється справою створення низки лялькових театрів в різних містах. 1936 року у Києві підготувала два акторських склади для лялькового театру та два театри для Черкас і Умані з репертуаром, оформленням, ширмами. Згодом організувала аналогічні театри у Житомирі, Полтаві та Чернігові.
У воєнні роки була в евакуації на Уралі й у Казахстані. Працювала в тамтешніх театрах.
Після війни повернулась на Батьківщину. Працювала режисеркою філармонії у Миколаєві. Згодом (кінець 1950-х — початок 1960-х) переїхала до Вознесенська Миколаївської області, де працювала в народному театрі, поставила «Сто тисяч» Карпенка-Карого.
Зінаїда Пігулович написала спогади про Леся Курбаса.
Була у шлюбі з Фавстом Лопатинським.
Пішла з життя 1983 року.

## Ролі

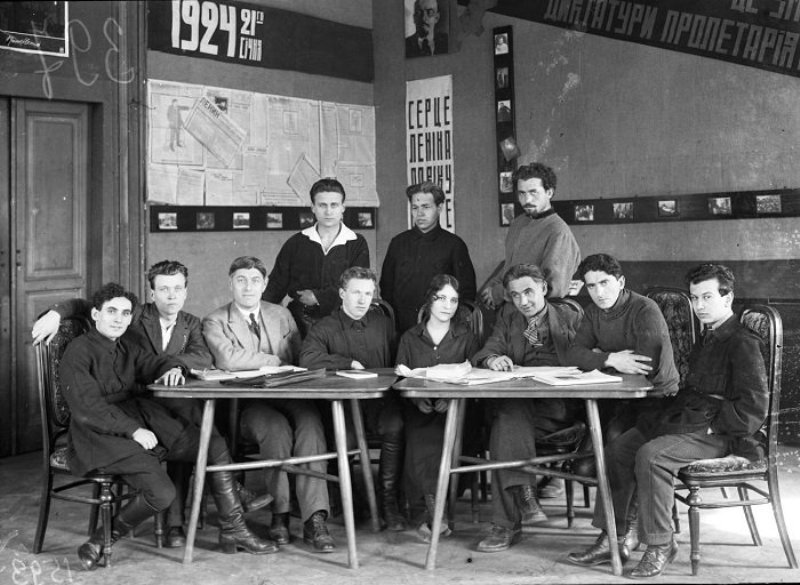
Режисерська лабораторія театру «Березіль», 1925 р. Сидять (зліва направо): Ханан Шмаїн, Я. Бортник, В. Василько, Б. Тягно, З. Пігулович, Л. Курбас, Ф. Лопатинський, Ю. Лішанський.
Стоять: П. Кудрицький, І. Крига, А. Ирій

- Орися («Пошилися в дурні» В. Ярошенка за М. Кропивницьким, 1924/1925)
- Літті-Фурія (оперета «Мікадо», 1928/1929)
- Королева (оперета «Королева невідомого острова»)
- Надійка («Синій пакет», 1926), у пригодницькому фільмі Одеської кіностудії ВУФКУ, режисер Ф. Лопатинський
- Василина (фільм «Василина-Бурлачка» за повістю І. Нечуя-Левицького «Василина», 1927)
- Килина — дружина Кармелюка (фільм «Кармелюк», 1931)